# كريس ويستوود
كريس ويستوود (بالإنجليزية: Chris Westwood)‏ (13 فبراير 1977 في المملكة المتحدة - ) هو لاعب كرة قدم بريطاني في مركز الدفاع. لعب مع نادي بيتربورو يونايتد ونادي ريدنغ ونادي ريكسهام ونادي هارتلبول يونايتد ونادي والسول وويكمب وندررز ووولفرهامبتون واندررز ونادي هدنسفورد تاون وHalesowen Town F.C. ‏ وAlfreton Town F.C. ‏ ونادي تشيلتنهام تاون لكرة القدم.

## وصلات خارجية
- كريس ويستوود على موقع قاعدة بيانات كرة القدم.إي يو (الإنجليزية)
- كريس ويستوود على موقع Soccerbase.com (لاعب) (الإنجليزية)